# Luciano Bottaro
Luciano Bottaro (Rapallo, 16 novembre 1931 – Rapallo, 25 novembre 2006) è stato un fumettista italiano.
È stato, insieme a Romano Scarpa e a Giovan Battista Carpi, uno dei più noti autori di fumetto umoristico italiano e Disney in particolare per il quale è riconosciuto come uno dei principali interpreti a livello mondiale fin dal suo esordio con la Mondadori, avvenuto nel 1952. Nella sua lunga carriera ha ideato molti personaggi dei fumetti come Pepito pubblicati anche all'estero.

## Biografia
Dopo aver abbandonato gli studi di ragioneria nel 1949, esordì l'anno stesso come autore di illustrazioni sulla rivista Lo Scolaro per la quale ideò vari personaggi come Aroldo il bucaniere, Gio Polpetta e Pon Pon; nello stesso periodo realizzò anche disegni satirici per le riviste La Domenica del Corriere e La Domenica Quiz.
Nel 1951 va a Milano per proporsi come autore contattando vari editori ai quali mostra i propri lavori. Il primo incarico giunge dalle casa editrice Alpe di Giuseppe Caregaro per la quale realizza storie di Cucciolo e Beppe; grazie a Caregaro stesso riuscì a incontrare Mario Gentilini, direttore di Topolino, che lo inserì nello staff di autori per storie a fumetti Disney della Mondadori; esordì con la storia Paperino e le onorificenze, scritta da Alberto Testa, che verrà pubblicata sulla serie degli Albi d'Oro nel 1952. Per la Mondadori realizzerà fino a metà degli anni ottanta storie a fumetti con Paperino e altri personaggi Disney per la rivista Topolino, spesso disegnando sceneggiature di Guido Martina o Carlo Chendi oltre che proprie. Continuò a collaborare anche con la casa editrice Alpe di cui divenne uno dei principali autori ideando personaggi come Pepito, esordito su Gaie Fantasie, e che ebbe vasta popolarità anche all'estero, soprattutto in Francia, oltre ad altre serie di successo come "Whisky e Gogo", "Maramao" e "Baldo". Pepito ebbe poi una serie dedicata nel 1954 dove Bottaro aggiunse altri personaggi di sua creazione come Saturnino, Pop e Fuzzy e I Postorici. Lavorò anche per l'editore Bianconi per il quale ideò serie a fumetti come "Pik e Pok", "Pappy Papero" e "Zampino e Nerone".  Lavorò anche per la Francia realizzando storie a fumetti. Negli anni successivi realizzò anche la sua prima storia come autore completo con i personaggi della Disney, Paperino e l'arte moderna, nel 1954,  mentre nel 1955 esordì, edito dalle Edizioni Alpe, una testata dedicata al personaggio di Pepito, che verrà pubblicato anche in Francia e in altri paesi europei.  I personaggi di Bottaro attirano l'attenzione della Angelo Fasani Editore che nel 1960 pubblica un periodico che presenta gli animali antropomorfi dell'autore, tra cui l'elefante Oscar, che dà il nome a una nuova testata.
Con l’aumento della mole di lavoro, verso la fine degli anni cinquanta, intorno a Bottaro sorse la cosiddetta Scuola di Rapallo, un gruppo di autori che iniziò a lavorare con lui a stretto contatto come Guido Scala e Franco Aloisi, ai quali, subito dopo, si unirono anche Carlo Chendi e Giorgio Rebuffi e che, nel 1968, porterà alla costituzione di un vero e proprio studio di autori, lo studio Bierreci, con il quale collaborarono poi artisti come Maria Luisa Uggetti e Tiberio Colantuoni e che produsse, oltre a storie a fumetti Disney per la Mondadori, anche storie con personaggi della Warner Bros. per l'editore tedesco Kauka. Negli anni successivi la sua collaborazione con la Mondadori, per la realizzazione di storie con personaggi Disney, divenne più discontinua per potersi dedicare alla realizzazione di storie con personaggi suoi o per portare avanti i progetti con lo Studio Bierrecì che sarà in attività fino al 1985. Dal 1968 iniziò a collaborare anche con Il Giornalino, dove esordì la serie Pon Pon e per il quale produsse vario materiale come ad esempio, nel 1981, un adattamento comico di Pinocchio.
Morì a Rapallo il 25 novembre 2006.
Nel dicembre 2021 Panini Comics ha riproposto il suo "Ciclo Paperingio" in un volume telato, con prefazione postuma dell'amico e collega Carlo Chendi e approfondimenti redazionali a cura di Luca Boschi e Alberto Becattini.

## Personaggi dei fumetti
Rebo: Insieme a Chendi, realizza nel 1960 una parodia di Rebo, un personaggio ideato da Cesare Zavattini negli anni trenta per la serie Saturno contro la Terra, sulla scia del successo di Flash Gordon, all'interno dell'universo disneyano: Paperino e il razzo interplanetario, pubblicata tra il 10 marzo e il 10 aprile 1960 sul Topolino. Alla fine degli anni novanta il personaggio venne ripreso per una serie di storie sempre con Paperino, "Paperino e il ritorno di Rebo" (1995), "Alla ricerca del papero virtuale" (1995) e " Paperino e l'invasione di Giove" (1997).
Pepito: il personaggio è un pirata,a capo di una ciurma; ha un acerrimo nemico, Hernandez de la Banane; è protagonista di una serie di genere umoristico/avventurosa creata nel 1951 e sviluppata insieme a Carlo Chendi che venne pubblicata inizialmente sul mensile Cucciolo e poi su altre testate delle Edizioni Alpe fino al 1955 quando gli venne dedicata una testata propria. Negli anni settanta passa alla Editrice Cenisio che gli dedica due numeri unici, una collana e alcune apparizioni su altre serie; negli anni ottanta le Edizioni Bianconi lo rilanciano sul mercato con un tascabile. Diviene molto popolare in Francia dove gli venne dedicata una serie regolare, tradotta anche in Germania, Grecia e Spagna.
Pon Pon: nasce come Sor Funghetto nel 1954, e viene pubblicato, per la prima volta nel 1955 sul settimanale "Lo Scolaro". Il piccolo personaggio, che in un certo senso ricorda lo stesso Bottaro, è forse il primo tra tutti a muoversi in ambientazioni tipicamente care a Bottaro. Il mondo di Pon Pon, infatti, altro non è se non un paesaggio di campagna tranquillo e sereno, popolato da funghi antropomorfi ognuno con una personalità differente, con i quali Bottaro gioca e si diverte, che deforma e a cui fa vivere avventure strane e incredibili, in cui le difficoltà e i pericoli sono causati non già da nemici ben identificabili, ma dai difetti stessi dei personaggi, che rappresentano quelli della società.
Il simpatico funghetto (che fa il suo esordio con storie in stile Signor Bonaventura: illustrazioni con sotto didascalie in rima) viene tradotto in Francia, riscuotendo un buon successo, mentre in Italia approda, con il nome di Pon Pon, nel 1971, sulle pagine del settimanale per ragazzi Il Giornalino, prima con avventure di ampio respiro, quindi, dall'82 con tavole autoconclusive in apertura o in chiusura di ciascun numero. Dal 2000 al 2008 Pon Pon viene regolarmente pubblicato su "G-Baby", il mensile delle Edizioni Paoline.
Re di Picche: scontroso, duro, tirannico: in pratica tutto quello che Paperon de' Paperoni non poteva essere e che, nelle storie di Bottaro, soprattutto in quelle realizzate in tandem con Guido Martina, affiorava appena in superficie.
Assiduo lettore de Il Tormento, periodico ricco di illustrazioni a colori che presentano i tormenti delle vittime sottoposte a tortura, Re di Picche è l'apripista dello Studio Bierrecì e il simbolo della cosiddetta Scuola di Rapallo, un gruppo di artisti che si riunirono intorno al talento di Bottaro o che crebbero alla sua corte.
Re di Picche, però, è anche un altro personaggio di grande successo: accolto con grande favore in tutta Europa, e soprattutto in Germania, è anche diventato il protagonista di un divertente cartone animato prodotto dallo Studio Melarance. È poi soprattutto in questa serie, ispirata al romanzo di Lewis Carroll Alice nel Paese delle Meraviglie, che Bottaro sfrutta in maniera pesante quelle invenzioni grafiche e psichedeliche ormai divenute il suo marchio di fabbrica (un po' come le lische di pesce lo erano per Jacovitti).
Il Paese dell'Alfabeto: nato sul Corriere dei Piccoli n. 14 del 7 aprile 1974, si tratta di un paese in cui ogni abitante è identificato anche graficamente da una lettera dell'alfabeto come il professor P, il cavalier O, il semplice A, i gemelli B, i fratelli T, il ragionier R e così via. Quando i personaggi si dispongono in modo da formare una parola, ottengono effetti correlati alla parola stessa: per esempio, se i gemelli B, il cavalier O, il signor M e il pacifico A si dispongono in modo da formare la parola "bomba", si verifica un'esplosione, oppure se le sorelle L il marinaio F e i due buontemponi A salgono su un'imbarcazione, la fanno affondare inavvertitamente quando si dispongono a formare la parola "falla". Il primo episodio vede la partecipazione di Punto, un bambino facente parte del gruppo dei segni di punteggiatura, che funge da commentatore e interfaccia con i giovani lettori, ma che appare molto di rado.
Altri personaggi:
- Aroldo il bucaniere
- Maramao
- Baldo
- Big Tom
- Capitan Bomba
- Culumbu
- Giò Polpetta
- Leonio
- Lola e Otello
- I Postorici
- Oscar Nasolungo
- Il Paese dell'Alfabeto
- Papy Papero
- Pik e Pok
- Pop e Fuzzy
- Sceriffo Maiopi
- Tim e i pirati
- Whisky & Gogo
- Zampino e Nerone
- Pinocchio
- Il Castello dei sogni

### Personaggi disneyani
Fra i personaggi che si trova a reinterpretare ci sono la strega Nocciola, un personaggio esordito nel 1952 al cinema, quindi nei fumetti, con una storia di Carl Barks. In Italia venne ripresa nel 1956 per una storia edita sulla serie degli Albo d'Oro (n. 13 del 1º aprile), Paperino e l'aspirapolvere fatato, sceneggiata da Chendi e disegnata da Bottaro. A questa seguirà Pippo e la fattucchiera, edita su Topolino n. 236 del 5 giugno del 1960. Il personaggio ritornò come comprimario nella parodia Dottor Paperus. Dopo seguirono le storie in accoppiata con il personaggio di Pippo.
Realizza anche storie con Paperon de' Paperoni. La caratterizzazione del personaggio, soprattutto grazie ai testi di Guido Martina, è quella tipica degli esordi: un affarista spietato che cerca di ottenere il proprio tornaconto personale con tutti i mezzi, leciti o illeciti che siano. Il suo sguardo è perennemente truce: teschi al posto delle pupille, pugnali e fulmini dagli occhi, becco distorto in smorfie di rabbia, denti digrignanti e, soprattutto, scatto felino. Alcuni esempi, sempre con Martina: Paperino e il capodanno tropicale o Paperino e la scoperta dell'Italia. Quando inizia il sodalizio con Chendi, invece, il tono cambia leggermente e Paperone viene un po' ingentilito nei toni e nelle atmosfere. Uno dei risultati di questa particolare collaborazione è la nascita di Zantaf, scienziato pazzo che utilizza il suo genio per impossessarsi delle ricchezze di Paperone e per ottenere il controllo sul mondo. Vestito con una tuta plastificata color rosso, ingaggia con Paperino delle vere e proprie sfide tecnologiche che alla fine è sempre il valente agente della P.I.A. a vincere.
Il personaggio risale a una storia del 1938 realizzata da Gottfredson su testi di Merrill de Maris, Topolino e la banda dei piombatori, nella quale faceva il suo esordio un certo Giuseppe Tubi (Joe Piper), un idraulico e capo di una banda di rapinatori. Nel 1961 Bottaro lo riprese per realizzare la storia Paperino e il calumet della pace edita per la prima volta sui Topolino nel giugno 1961.
Tra il 1969 e il 1973 l'autore è, insieme a Romano Scarpa e Giovan Battista Carpi, uno degli artisti italiani chiamato a realizzare le storie provenienti dallo Studio Disney di Burbank nell'ambito del progetto Disney Program, ovvero una serie di soggetti che la casa madre realizza per essere prodotti e distribuiti nel solo mercato estero. Bottaro realizza 18 di queste storie e una di queste vede proprio SuperPippo come protagonista. Pubblicata sull'Almanacco Topolino n. 154 dell'ottobre del 1969, SuperPippo e il ladro di laghetti.
All'interno del filone delle parodie Disney, il sodalizio con Carlo Chendi porta a realizzare Le miniere di re... Paperone, sull'Albo d'Oro n. 39 del 26 settembre del 1954 alla quale segue Paperin di Tarascona, Paperino e il Conte di Montecristo e Il Dottor Paperus. Con altri autori realizza, fra le tante, anche Paperino e l'isola del tesoro, Paperino il Paladino, Paperin furioso, la serie sul Corsaro Paperinero e la più recente Paperino e Paperotta.

## Critica
Claudio Bertieri, critico e storico del fumetto, ha così definito l'opera di Luciano Bottaro come autore di fumetti di genere prevalentemente comico: Quella di Bottaro diviene così una narrativa "all'incontrario". Una creazione fitta di riferimenti, di riflessioni, di sottolineature, di riletture, che gli consentono di inventarsi una scrittura personale e uno stile caratterizzato da un sottile humour. Tipico, d'altro canto, del suo carattere e della sua natura di ligure apparentemente indifeso ma sornione, entusiasta (nel lavoro) ma disincantato, testardo nelle scelte come nella convinzione di non voler riporre il fumetto "comico" tra le pratiche esclusive dell'evasione. Se da tanti anni, con accanimento, si batte per sottrarre il genere che gli è caro (e che gli riesce naturale) alla generale sufficienza critica che da sempre l'accompagna, non è certo per una questione privata. Per Bottaro non esistono ragioni valide per cui il racconto umoristico debba necessariamente cedere il passo all'avventura o ad altri filoni altamente intriganti.

## Riconoscimenti
- Premio Yellow Kid al Salone Internazionale dei Comics nel 1996;
- Premio Papersera nel 2006;
- Nel 2007 l'associazione artistica e culturale ComixComunity istituisce il premio "Luciano Bottaro - I mestieri del fumetto" rivolto a tutti coloro che lavorano nel mondo dei fumetti[18];
- Il comune di Rapallo, nel primo anniversario della morte, ha deciso di dedicargli una piazza[19];
- Il 35º Festival international de la bande dessinée d'Angoulême omaggia l'autore ligure con un'esposizione e un catalogo dal titolo "Bottaro le maestro"[20];
- Mostra "Luciano Bottaro. Pepito: un'avventura senza fine", dal 13 al 21 giugno 2009 presso il Mauriziano di Reggio Emilia[21];
- mostra con tavole originali di due storie di “Pinocchio” realizzate dal Luciano Bottaro nel 1986/87, inaugurata il 9 giugno 2013, nella sala della biblioteca Lori a Montale (Bo), nell’ambito della festa “Fumetti per tutti i gusti”.[22]
- Mostra "Le fantastiche visioni di Luciano Bottaro" dall'11 al 27 luglio 2014, Rimini[23][24].[25]
- Premio Luciano Bottaro: premio a lui dedicato e consegnato annualmente durante una delle serate de "I Mestieri del Fumetto" organizzate dall'associazione ComixComunity.[26] La prima edizione si è svolta il 1º luglio 2007 a Paganine (MO) e a essere premiato è stato Marco Verni, disegnatore di Zagor; la 2ª edizione il 17 luglio 2008 a Monte Bondone - Loc. Vaneze (TN) ed ha visto premiato Diego Ceresa, uno dei più valenti letteristi italiani (collaboratore di testate Disney Italia e della rivista Linus), la 3ª edizione si è svolta a Reggio Emilia il 13 giugno 2009 presso il palazzo del Mauriziano ed ha visto premiato Luca Boschi, la 4ª edizione si è svolta a Monza il 18 settembre 2010 presso l'autodromo ed ha visto premiato Sergio Gerasi.
- I Postorici. Cronache del mondo dopo la guerra termonucleare inventate di sana pianta da Luciano Bottaro: mostra presso il Museo Archeologico di Bibbiena (2017).[6]